# Junta de Aviación Civil
La Junta de Aviación Civil de la República Dominicana (JAC) es la autoridad de aviación civil de la República Dominicana. Tiene su sede en la Avenida 27 de febrero Santo Domingo.